# 国家超级电脑应用中心
国家超级电脑应用中心（英語：National Center for Supercomputing Applications）是美国国家科学基金会按照其超级电脑中心计划最早设立的五个中心之一，它是伊利诺伊大学香槟分校的一部分。1983年该校的电脑系的一个由拉雷·斯马尔领导的小组向国家科学基金会交递了一份未经批准的建议。1985年国家科学基金会宣布出资设立国家超级电脑应用中心。1986年1月该中心的首台超级电脑启用。
一开始国家超级电脑应用中心的职工的办公室分布在伊利诺伊大学香槟分校的各地，主要在贝克曼研究所的建筑中，后来才建造了一座新建筑，将所有部门集中到了这座新建筑中。这座新建筑位于校园的本部，而中心的超级电脑则依然放在该校高级计算中心的建筑中。
国家超级电脑应用中心与其它大学、高等院校、政府机关、私有公司、社群和学校合作来发现能够对这些机构有益的虚拟信息基础设施。它获得国家科学基金会、伊利诺州、伊利諾大學、工业界和其它联邦机构的资助。广义地说国家超级电脑应用中心有提供虚拟信息资源、设置虚拟信息环境和改进电脑系统的任务。

## 计算能力
国家超级电脑应用中心有多台超级电脑，其中一些名列最快的20台超级电脑。

## 历史

### 
是世界上第一个流行的圖形使用者介面网页浏览器程序，它是国家超级电脑应用中心的馬克·安德森和埃里克·比納写的，它对万维网和因特网的普及和成长起了巨大的作用。后来安德森和比纳两人又开发了网景导航者浏览器。的权利后来转给了Spyglass公司，成为Internet Explorer的基础。
CGI是在1993年由美国国家超级电脑应用中心（NCSA）为 NCSA HTTPd web 服务器开发的。这个WEB服务器使用了 UNIX shell 环境变量 来保存从Web服务器传递出去的参数，然后生成一个运行CGI的独立的进程。
Apache起初由伊利諾大學香檳分校的國家超級電腦應用中心（NCSA）開發。

## 视觉部门
该中心曾经为多家电影制作机构进行渲染以及复杂运算处理，大量IMAX高分辨率的电影在此进行渲染与处理，其中以Cosmic Voyage（宇宙旅行）这部短片著名。